# Opprebais
Opprebais (Waals: Ôprèbay) is een dorp in de Belgische provincie Waals-Brabant en een deelgemeente van Incourt. In het westen van de deelgemeente ligt nog het gehucht Sart-Risbart.
De etymologie van de naam is Nederlands: opper + beek.

## Bezienswaardigheden

### De steengroeve van Opprebais
Het kwartsiet van Opprebais is een hard gesteente dat beperkt gebruikt werd in gebouwen maar vooral voor het maken van kasseien. Het werd al ontgonnen vanaf de middeleeuwen en nam uitbreiding toen nieuwe wegen werden aangelegd zoals de steenweg Namen-Leuven rond 1755 onder impuls van Keizerin Maria-Theresia van Oostenrijk. Na een mindere periode kwam er een grote heropleving toen de provincie Brabant subsidies gaf om wegen te bestraten. In 1894 telde de steengroeve van Opprebais bijna 50 arbeiders. Tot de aan de Eerste Wereldoorlog kende de groeven een grote expansie, daarna viel de exploitatie stil en in 1935 liep de de groeve onder water. In 1958 werd de ontginning heropgestart om definitief te stoppen in 1975. De gemeente Incourt kocht de terreinen rond de ondergelopen groeve en richtte het in voor zachte recreatie en met vrijetijdsaccommodatie.

### De kasteelhoeve van Opprebais

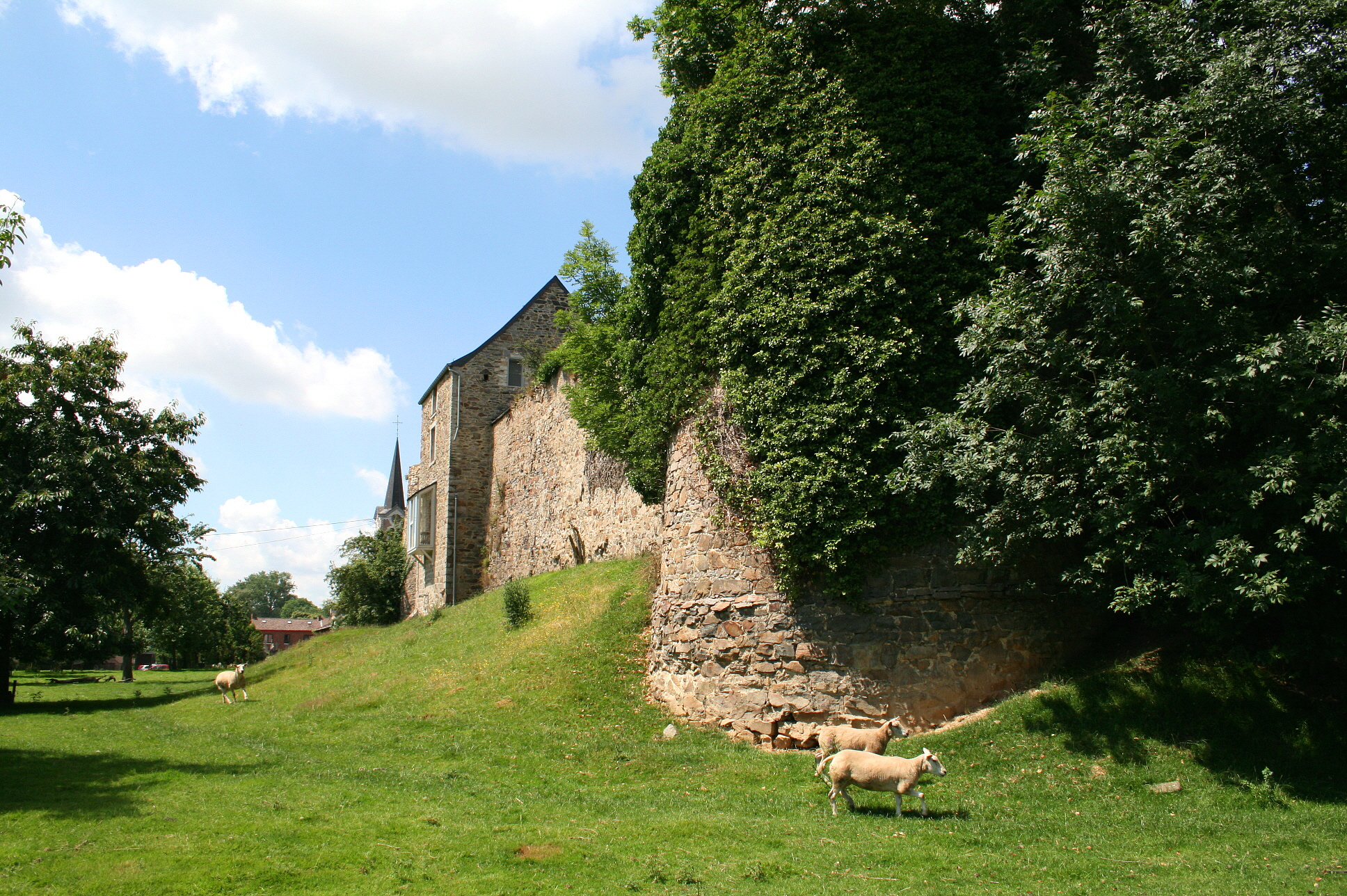
De kasteelhoeve van Opprebais (13e eeuw)

De kasteelhoeve van Opprebais (Château-ferme d'Opprebais) is gelegen op een verhoging en dateert waarschijnlijk uit de 13e eeuw. In oorsprong bestond dit uit niet meer dan een donjon, een neerhof en een palissade. In een volgende fase kwam er vierkante ommuring met vier ronde torens en een toegangspoort zoals nu nog te zien is. In de 16e eeuw was de burcht niet langer de woonplaats van de lokale heer en verloor zijn belang. De elementen van de versterking vervielen tot ruïne maar bleven bestaan. Het geheel werd omgevormd tot vierkantshoeve tegen het einde van de 16e eeuw. De middeleeuwse overblijfselen met de resten van de dikke verdedigingsmuren in kwartsiet van Opprebais zijn beschermd als monument. 

### Verdere bezienswaardigheden
- De Sint-Albanuskerk (Église Saint-Aubain) heeft een 16e-eeuws gotisch koor, het kerkschip is van 1737-1738 en de voorbouw met toren is van 1864. Het kerkmeubilair is 18e-eeuws.
- De Moulin Gustot is een windmolen, type grondzeiler, van 1850. In 2013 werden de wieken weer aangebracht.

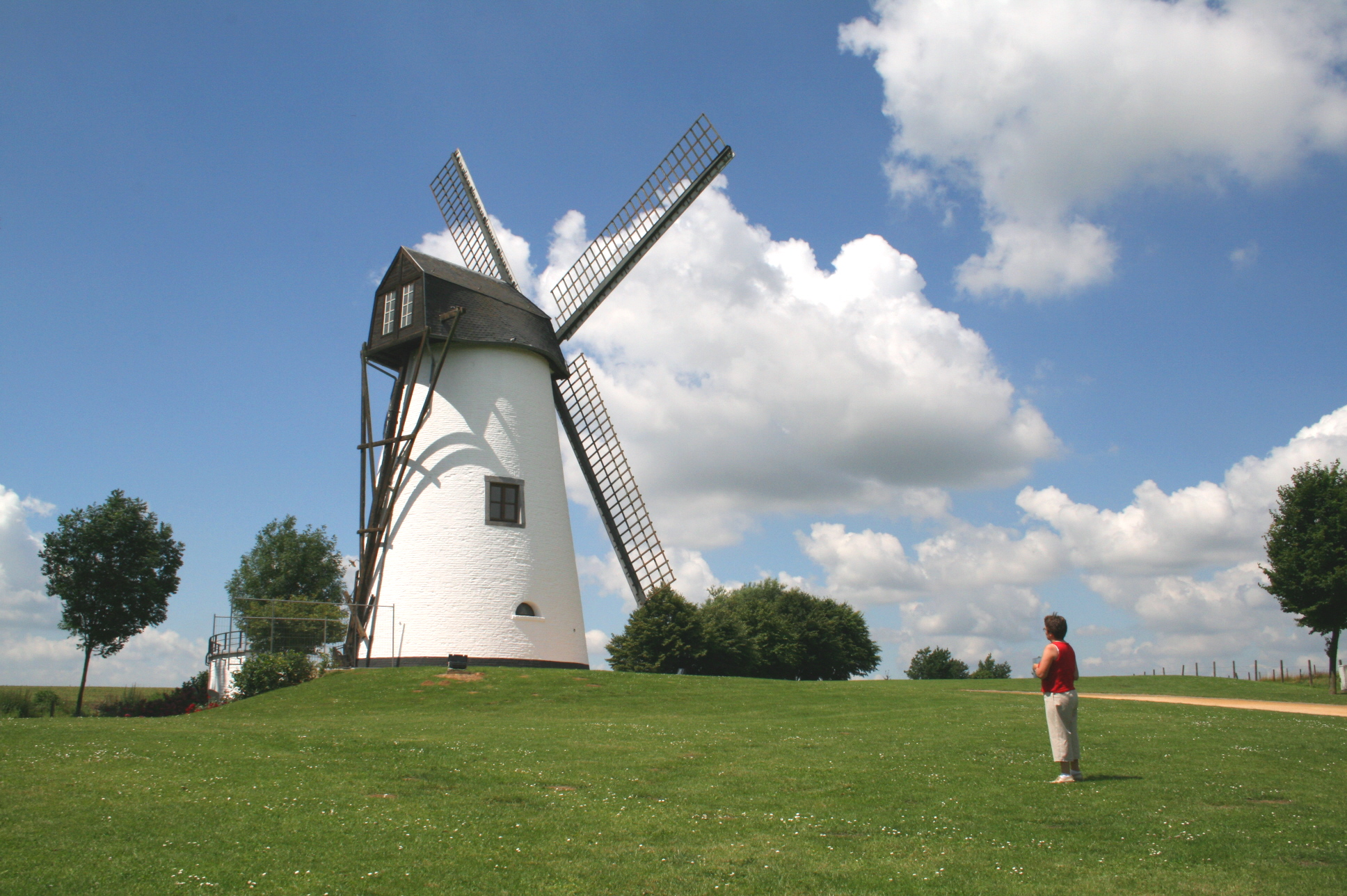
Windmolen (1850)
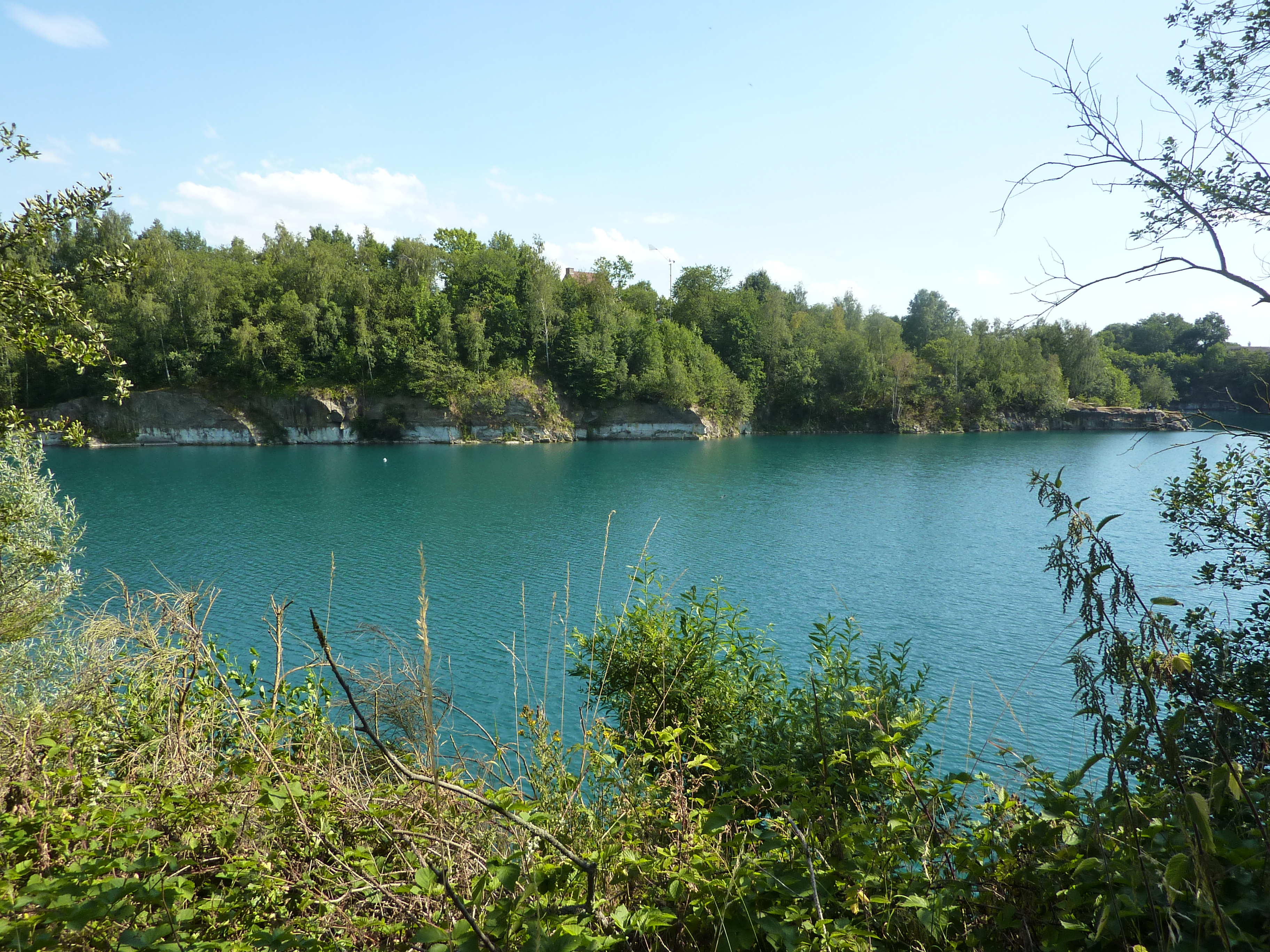
De voormalige steengroeve
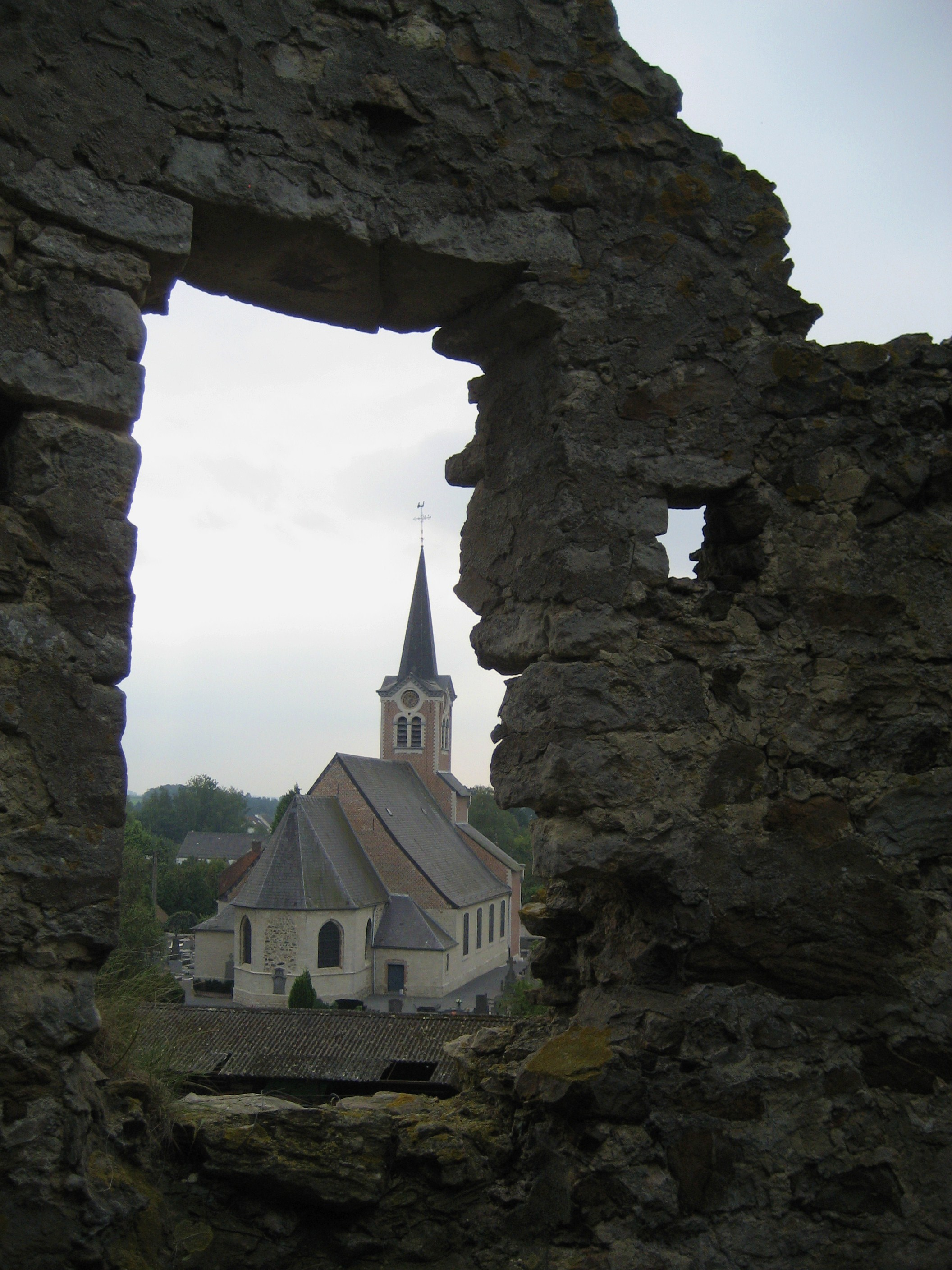
Ruines van het kasteel en de kerk
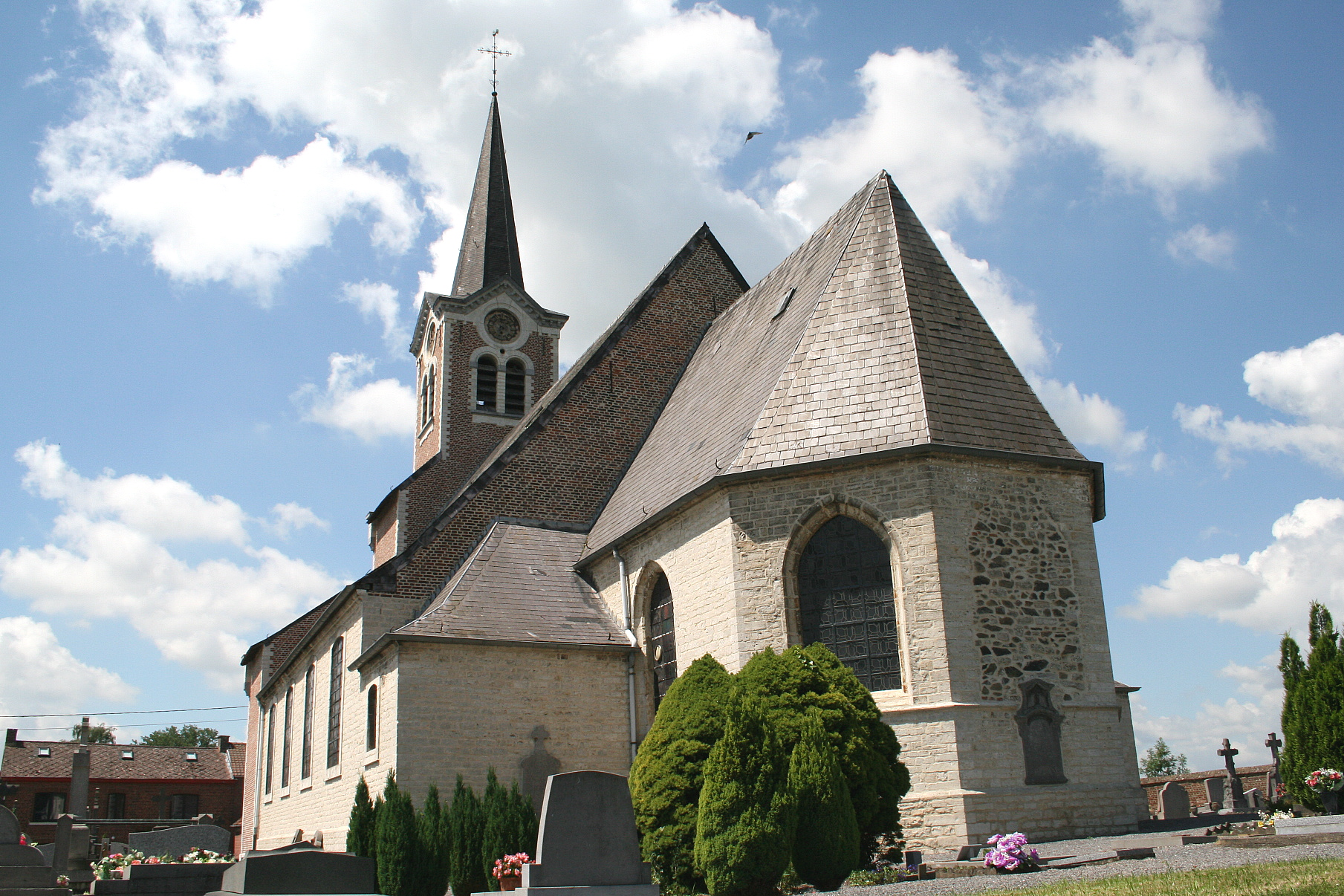
De kerk Saint-Aubain

## Natuur en landschap
Oostelijk van Opprebais ligt een verlaten kwartsietgroeve. De hoogte aan de kerk bedraagt 126 meter.

## Demografische ontwikkeling
- Bronnen:NIS, Opm:1831 tot en met 1970=volkstellingen, 1976= inwonersaantal op 31 december

## Nabijgelegen kernen
Sart-Risbart, Incourt, Wastines
Deelgemeenten: Glimes · Incourt · Opprebais · Piétrebais · Roux-Miroir

Overige dorpen en gehuchten: Alliébroux · Brombais · Chapelle-Saint-Laurent · Happeau · La Haie · Le Manil · Longpré · Sart-Risbart · Thorembisoul

Belgische gemeenten · Arrondissement Nijvel · Waals-Brabant · Wallonië